# Бальдр
Бальдр — це бог весни, краси і цноти у скандинавській міфології.
Бальдр подібний присутнім у міфології багатьох народів божествам умираючої і відроджуваної природи, що опікуються землеробством або усіма рослинами. Такі боги звичайні для міфологій і релігій народів, що живуть або жили на територіях, для природи яких характерна сезонність.

## Міфологічний сюжет
Бальдр — син Одіна й Фрігг. Він настільки гарний і чистий душею, що від нього йде сяйво. Бальдр — найясніший серед асів, з його приходом на землі пробуджується життя, і все гарнішає.
Дружина Бальдра — Нанна, їхній син — Форсеті.
За легендами, Фрігг взяла клятву з кожного металу, з кожного каменя, з кожної рослини, з кожного звіра, з кожного птаха й з кожної риби в тому, що ніхто з них не заподіє шкоди Бальдру. Але Локі, довідавшись, що Фрігг ще не побрала клятви з омели, зробив із цієї рослини стрілу й хитрістю змусив Геда вистрілити в Бальдра. Стріла потрапила в саме серце. Розлючений Валі накинувся на свого сліпого брата й убив його, а Локі уник покарання.
Гермод вирушив до царства мертвих, щоб запропонувати викуп за брата. Гель, дочка Локі та володарка підземного королівства, сказала, що поверне Бальдрові життя, якщо увесь світ буде за ним плакати. Аси розійшлися в різні сторони, щоб обійти увесь світ, але їм зустрілася велетка Токк (на яку обернувся Локі) і сказала, що вона не буде плакати за Бальдром. Так Бальдр залишився в царстві мертвих. Саме після цієї події боги закували Локі в печері, де він повинен був очікувати на остаточну битву — Раґнарек.

## Походження імені
Давньоскандинавський теонім Baldr ("сміливий, зухвалий'', а також "лорд, принц'') та різні германські споріднені сполуки —  в тому числі давньоанглійська Bældæg і давньонімецька Balder (або Palter) - ймовірно, походять від протогерманського * Balðraz ("герой, принц"; пор. давньоскандинавська mann-baldr "великий чоловік", давньоанглійська bealdor "принц, герой"), похідний від * balþaz, що означає  "сміливий" (пор. давньоскандинавська Ballr "суворий, впертий", готська balþa * "сміливий, відвертий", давньоанглійська beald "відважний, сміливий, впевнений", старосаксонська bald "доблесний, сміливий", давньонімецька bald "сміливий, мужній"). 
Ця етимологія була спочатку запропонована Якобом Гріммом (1835), який також міркував про порівняння з литовськими báltas ("білий'', також ім'я бога світла) на основі семантичного розвитку від "білого'' до "сяючий" або "сильний". На думку мовознавця Володимира Орла, це може бути лінгвістично виправданим. Філолог Рудольф Сімелк стверджує, що первісне значення Bældæg слід розуміти як «сяючий день».  
Давньоскандинавська мова також показує вживання слова як почесного в кількох випадках, як у baldur î brynju (Sæm. 272b) та herbaldr (Sæm. 218b), загалом епітети героїв.У континентальній саксонській та англосаксонській традиції сина Вотана називають не Bealdor, а Baldag (саксонська) та  Bældæg, Beldeg (англосаксонська), що демонструє зв'язок з "днем", можливо, з Днем (Даґом), персоніфікованим як божество. Це, як зазначає Грімм, схоже із значенням "сяючий, білий, бог", що походить від значення балтійських балтів, що наводить далі слов'янського Білобога та німецьку Перхту. 

## Згадки
Заклинання Мерзебурга
Одне з двох заклинань Мерзебурга називається Baldere, але також згадує фігуру на ім'я Phol, яку вважають прізвищем для Бальдра (у скандинавському варіанті Falr, Fjalarr; (у саксонському) Balderus : Fjallerus).
Старша Едда
На відміну від Молодшої Едди, у Старшій Едді казка про смерть Бальдра згадується, а не переказується довго. Бальдр згадується у Пророкуванні вельви, в Словесних чварах Локі, і є предметом поеми з Едди Мрії Бальдра.
Молодша Едда
Бальдр відомий насамперед історією своєї смерті, яка розглядається як перша в ланцюзі подій, які в кінцевому підсумку призведуть до знищення богів під час Рагнароку. Згідно з Пророкуванням вельви, Бальдр відродиться в новому світі.
Він мріяв про власну смерть, і його мати мала схожу мрію. Оскільки сни, як правило, були пророчими, це пригнічувало його, тому його мати Фрігг дала обітницю ніколи не нашкодити Бальдру. Всі дали цю обітницю, jкрім омели - деталь, яку традиційно пояснювали думкою, що це було надто неважливим і небезпечним турбуватися про те, щоб дати обітницю, але, на думку Меррілл Каплан, що молоді люди не мали права приносити законні присяги, які могли б становити загрозу в їхньому подальшому житті.
Коли Локі почув про це, він зробив із цієї рослини магічний спис (у деяких пізніших версіях - стрілу). Він поспішив туди, де боги насолоджувались новим проведенням часу, кидаючи предмети на Бальдра, які відскакували, не завдаючи йому шкоди. Локі віддав спис братові Бальдра, сліпому богу Геду, який потім ненавмисно вбив ним свого брата (інші версії припускають, що Локі сам керував стрілою). За цей вчинок Одін і асинья Рінд народили Валі, який виріс за день і вбив Геда. Бальдр був урочисто спалений на своєму кораблі Хрінгхорні, найбільшому з усіх кораблів. Коли його несли до корабля, Одін шепотів йому на вухо. Це мала бути ключова загадка, задана Одіном (прихована) про велетня Вафтрудніра (і на яку не можна було відповісти) у поемі Vafþrúðnismál. Загадка також з’являється в загадках Gestumblindi в сазі про Гервера.
Карлик Літр був кинутий Тором в поховальне вогнище і спалений живим. Нанна, дружина Бальдра, також кинулася в поховальне вогнище, щоб дочекатися Рагнароку, коли вона возз'єднається зі своїм чоловіком (в іншому варіанті вона померла від горя). Кінь Бальдра з усіма його атрибутами також був спалений на вогнищі. Корабель був виведений в море Гірроккіною, велеткою, яка приїхала верхи на вовку і так штовхнула корабель, що спалахнув вогонь і вся земля затряслася.
Після благань Фрігг, переданих через повідомлення Гермода, Гель пообіцяла звільнити Бальдра з підземного світу, якщо всі предмети, живі та неживі, будуть плакати за ним. Усі підкорилися наказу, окрім гігантської Токк (яку часто вважають замаскованим богом Локі), яка відмовилася оплакувати вбитого бога. Таким чином Бальдр мусив залишатися в підземному світі, і не з'являтися до Рагнарока, поки він і його брат Гед примиряться і керуватимуть новою землею разом із синами Тора.
Діяння данів
Наприкінці XII століття данський історик Саксон Граматик розповів історію Бальдра (записаний як Бальдерус) у формі, яка претендує на історичну. За його словами, Бальдерус та Høtherus були суперниками за допомогою Нани, дочки Гевара, короля Норвегії. Бальдерус був напівбогом, і звичайна сталь не могла поранити його священне тіло. Два суперники зіткнулися один з одним у битві. Хоча Одін, Тор та інші боги воювали за Бальдеруса, він зазнав поразки та втік, а Høtherus оженився з принцесою.
Тим не менше, Бальдерус знову зустрів Høtherus на полі битви. Høtherus завдав йому смертельної рани чарівним мечем на ім’я Містелтейнн, який він отримав від Міміра, сатира лісу; після тривалого болю Бальдерус помер від поранення і був похований з королівськими почестями в кургані.  
Chronicon Lethrense та Annales Lundenses
Існують також дві менш відомі данські латинські хроніки, Chronicon Lethrense та Annales Lundences, остання з яких включена до першої. Ці два джерела подають другу евгемеризовану розповідь про вбивство Гедом Бальдра. 
Джере повідомляють, що Хотер був королем саксів і сином Готбродда і Хаддінга. Хотер спочатку вбив в бою сина Отена (тобто Одіна) Бальдера, а потім переслідував Отена і Тора. Згодом, син Отена Both вбив Хотера. Хотер, Бальдер, Отен і Тор помилково вважалися богами.
Utrecht Inscription
З латинського вотивного напису з Утрехта, який датується III або IV століттям н. е., було висунуто теоретичну думку, що він, містить давальну форму Baldruo, вказуючи на латинську номінативну однину *Baldruus, яку деякі ототожнюють із скандинавським/ німецьким богом, хоча і читання, і це тлумачення були поставлені під сумнів.
Англосаксонська хроніка
В англосаксонській хроніці Бальдр названий родоначальником королівств Кент, Берніція, Дейра та Вессекс через його можливого сина Бронда.

## Епоніми
Рослини
Як згадується у Gylfaginning, у Швеції та Норвегії, триреберник непахучий (Matricaria perforata) та подібний до нього Matricaria maritima називають baldursbrá "брова Бальдра". Також схожа назва зустрічається в деяких регіонах Північної Англії (baldeyebrow). В Ісландії зустрічається перша назва. У Німеччині конвалія відома як weisser Baldrian; варіанти з використанням або під впливом рефлексів Phol включають Faltrian (верхня Австрія), Villumfallum (Зальцбург) і Fildron або Faldron (Тіроль).
Топоніми
У Скандинавії є кілька старих топонімів, що містять ім’я Бальдр. Найвідомішою та найпомітнішою є (колишня) назва парафії Баллесхол у графстві Гедмарк, Норвегія: "Бальдрхол" 1356 (де останнім елементом є hóll m "курган; невеликий пагорб"). Іншими варіантами можуть бути (у скандинавських формах) Бальдрберг у графстві Вестфолл, Бальдрхеймр у графстві Гордаланн Бальдрснес у графстві Сер-Треннелаг - і (дуже невизначено) фіорд Бальсфьорден та муніципалітет Бальсфьорд у графстві Тромс. 
У Копенгагені також є Baldersgade, або "Вулиця Бальдера". Вулиця в центрі міста Рейк'явік називається Бальдурсгата (Вулиця Бальдура).
У шведському Стокгольмі є Бальдерсгатан (Вулиця Бальдера). У різних місцях є також Baldersnäs (перешийок Бальдера), Baldersvik (затока Бальдера), Balders udde (мис Бальдера) і Baldersberg (гора Бальдера).